# Васил Лазаров
Васил Генков Лазаров е български офицер, бригаден генерал, летец 1-ви клас, съветник по военната сигурност на президента на Република България Румен Радев до 2021 г.

## Биография
Роден е на 2 май 1963 г. в град Омуртаг. През 1982 г. завършва Техникума по автотранспорт в Плевен. През 1987 г. завършва Висшето народно военновъздушно училище в Долна Митрополия. От май същата година е младши пилот в деветнадесети изтребителен авиополк в Граф Игнатиево. Там последователно е старши пилот (1988 – 1990), заместник-командир на звено (1990 – 1991), командир на звено (1991 – 1994), началник-щаб (1994 – 1998) и командир на ескадрила (1998 – 1999). През 1997 г. завършва Училището за ескадрилни офицер в САЩ, а през 2001 г. Военната академия в София. От 2001 до 2003 г. е началник на служба на служба „АИО“ във ВРВД. Служи в поделение 26 440. След това е началник на отделение „Летателна подготовка“ в Командване “Тактическа
авиация в Командване „Тактическа авиация“ – Пловдив. По-късно е началник на отделение „Летателна подготовка“ в командването и заместник-командир по летателната подготовка (2003 – 2004). Заместник-командир по летателната подготовка в Командване „Тактическа авиация“. От 2005 до 2007 г. е началник на отдел „Тренировки“ в Компонентното командване на ВВС на НАТО, Рамщайн, Германия. След това е началник на военно формирование 26 440 – Военно ръководство на въздушното движение (2008). През 2010 г. завършва Air War College. Между 2010 и 2012 г. е командир на ВВУБ „Г. Бенковски“. Между 2012 и 2015 г. е заместник национален военен представител в Съюзното командване по операциите в Монс, Белгия. В периода октомври 2015-май 2018 г. е командир на База за командване, управление и наблюдение (КУН).
От 6 май 2018 г. е бригаден генерал и съветник на Върховния главнокомандващ на въоръжените сили по военната сигурност. С указ № 212 от 17 август 2021 г. е освободен от длъжността съветник на Върховния главнокомандващ на въоръжените сили по военната сигурност и назначен за заместник-командир на Съвместното командване на силите и двете считани от 1 септември 2021 г. От 1 януари 2023 г. е освободен от длъжността заместник-командир на Съвместното командване на силите и от военна служба.

## Образование
- Техникум по автотранспорт, Плевен – до 1982
- Висше военновъздушно училище „Георги Бенковски“-гр. Долна Митрополия – 1982 – 1987
- Училище за ескадрилни офицери, САЩ – до 1997 г.
- Военна академия „Г.С.Раковски“ – 1999 – 2001 г.
- Военновъздушен колеж на САЩ – 2009 – 2010 г.

## Военни звания
- Лейтенант (май 1987)
- Старши лейтенант (1990)
- Капитан (1994)
- Майор (1997)
- Подполковник (2003)
- Полковник (2008)
- Бригаден генерал (6 май 2018)